# Mary Richmond
Mary Ellen Richmond (Belleville, 5 agosto 1861 – New York, 12 settembre 1928) è stata una sociologa statunitense, considerata una delle pioniere nella storia dell'assistenza sociale a livello professionale. Il suo celebre libro del 1917, Social diagnosis, è ritenuto un'opera chiave per lo sviluppo del cosiddetto social work.

## Biografia
Scomparsi i suoi genitori (Lavinia Harris e il fabbro Henry Richmond) quand'era ancora giovanissima, Mary Ellen fu cresciuta dalla nonna e da due zie materne a Baltimora, nel Maryland. La nonna era un'attivista delle suffragette, ben nota per essere una spiritualista e una radicale, cosicché la bambina crebbe in un ambiente costantemente animato da dibattiti sul voto femminile e sui problemi razziali, influenzato da precise convinzioni politiche e sociali e dallo spiritualismo, il che sviluppò le sue capacità di pensiero critico e un atteggiamento di attenzione verso i poveri, i bisognosi e i disabili.
Poiché la nonna non credeva nel sistema scolastico tradizionale, la Richmond fu educata in casa fino all'età di undici anni dedicandosi a numerose letture e impegnandosi nell'apprendimento come autodidatta. Nei due anni successivi studiò i rudimenti scolastici fondamentali e a 13 poté essere iscritta a una scuola pubblica, dove si diplomò a sedici anni andando poi a raggiungere una delle due zie che lavorava in una casa editrice a New York. Vi fu assunta anche lei con mansioni di segretaria, cui talora si aggiungevano piccoli incarichi di grafica o di correzione delle bozze, e la sera, dopo 12-14 ore di lavoro mal retribuito, studiava stenografia; ammalatasi gravemente, però, la zia dovette rientrare a Baltimora e Mary resistette un altro anno a New York vivendo da sola e in povertà (per spedire i modesti risparmi alla zia inferma spesso rinunciava al cibo o ai vestiti), ma nel 1879, contratta la malaria, lasciò il lavoro e ritornò a sua volta a casa.
A Baltimora, rimessasi in salute, lavorò per diversi anni come contabile, dedicandosi nel contempo con sempre maggior partecipazione alle attività della Chiesa Unitariana e sviluppando così particolari competenze in campo sociale e assistenziale. Nel 1888 presentò domanda d'assunzione come assistente tesoriere presso la Charity Organization Society (COS), un'organizzazione fondata a Londra vent'anni prima con l'obiettivo specifico di aiutare i bisognosi e ben più ampiamente diffusasi negli Stati Uniti. Il suo assiduo e fattivo coinvolgimento nell'organizzazione - che oltre a svolgere i compiti amministrativi a lei assegnati la spingeva ad agire da volontaria visitando le case di assistiti e indigenti - la portò tre anni dopo ad essere eletta segretaria generale del COS di Baltimora e determinò il suo essenziale contributo nello sviluppare una moderna figura professionale di assistente sociale, in grado non solo di fornire con perizia aiuto e servizi ai poveri, ai disabili e ai bisognosi, ai bambini in particolare, ma anche di indagare le cause del disagio sociale e individuale e i possibili mezzi per rimuoverle (la social diagnosis con cui intitolò la sua opera più celebre).
Nei dieci anni trascorsi alla COS, Mary Ellen Richmond fu una leader, un'insegnante, una teorizzatrice "pratica" della nuova professione e costituì un punto fermo per la sua progressiva definizione, sostenendo ed esigendo un approccio scientifico al "dare aiuto", a partire dall'istituzione di una scuola di formazione per le operatrici e dal relativo addestramento professionale. Una proposta pienamente rispondente all'esigenza di portare un po' d'ordine e di certezze in un sistema disorganizzato e inefficiente di "aiuti" gestito dal moralismo o dall'altruismo di chiese, associazioni caritative e singoli individui molto spesso senza esperienza, conoscenze "tecniche" e coordinamento. Abile nell'organizzare i gruppi d'assistenza e nel concretizzare gli interventi filantropici grazie anche alle sue fruttuose raccolte di fondi, capace di appassionare ogni genere di pubblico insegnando e parlando con entusiasmo e competenza di numerosi argomenti specifici del settore, ha svolto un ruolo insostituibile nella storia dell'assistenza sociale non solo americana.